# Bairros
Bairros is een plaats (freguesia) in de Portugese gemeente Castelo de Paiva en telt 1 853 inwoners (2001).